# 八段锦

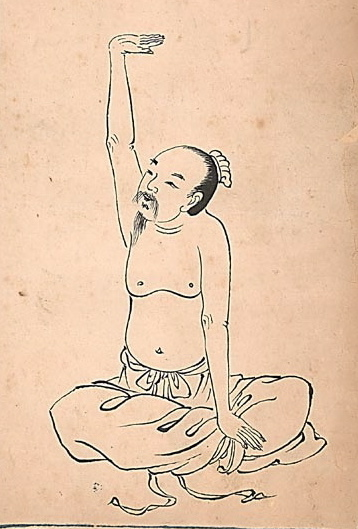
清朝八段锦图示，图上为调理脾胃須單举

八段锦是一种在中国古代发明的健身方法，由八种肢體动作组成，内容包括肢体运动和气息调理。八段锦有人认为是气功的一种。也有演變成中国武术一种。
八段锦和五禽戏、太极拳等，都是中国民间广为流传的健身方法。1982年6月28日，中国卫生部、教育部和当时的国家体育委员会发出通知，把八段锦等中国传统健身法作为在医学类大学中推广的“保健体育课”的内容之一。2003年，中国国家体育总局把重新编排后的八段锦等健身法作为“健身气功”的内容向全国推广。
“八段锦”这个名字，一般认为有两层意思：
1. 表示这是一种集锦多种练习方法的功法；
2. 源自一种名为“八段锦”的织锦，表示练习时动作连绵。

## 历史
传说中八段锦是由岳飞创制的，也有传说八段锦是由唐代的钟离权创造的，但这些说法并不十分可信。在魏晋许逊的《灵剑子引导子午记》中，有关于八段锦形式锻炼方法的记载。但最早出现“八段锦”名目的是宋代洪迈著《夷坚志》一书。在宋代的道教养身书也记载有相类似的健身方法，如曾慥辑的《道枢》等。所以大多数人认为八段锦是在宋朝创制的。
现在流传的站式八段锦，一般是来源于清代梁世昌所编《易筋经图说》的附录《八段锦》。但作者不详。

## 内容
八段锦一般是由八种动作组成，每种动作称为一“段”。每种动作都要反复多次，并配合气息调理（如舌抵上颚、意守丹田）。八段锦的动作一般比较舒缓，适合各年龄段的人锻炼。
在姿势上分为站式和坐式两种，站式要求双脚微分与肩同宽，坐式要求盘膝正坐，具体动作各不相同。站式和坐式都分别由8句话总结动作要领。

### 站式
据称是清光绪年间整理改编的：
1. 双手托天理三焦
2. 左右开弓似射雕
3. 调理脾胃須單举
4. 五劳七伤向后瞧
5. 摇头摆尾去心火
6. 两手攀足固肾腰
7. 攥拳怒目增气力
8. 背后七颠百病消

### 坐式
坐式动作要领如下，具体的词句可能各有不同。
1. 手抱昆仑
2. 天柱微震
3. 托天按顶
4. 牢攀脚心
5. 臂转车轮
6. 左右开弓
7. 交替冲拳
8. 叩击全身

## 圖像

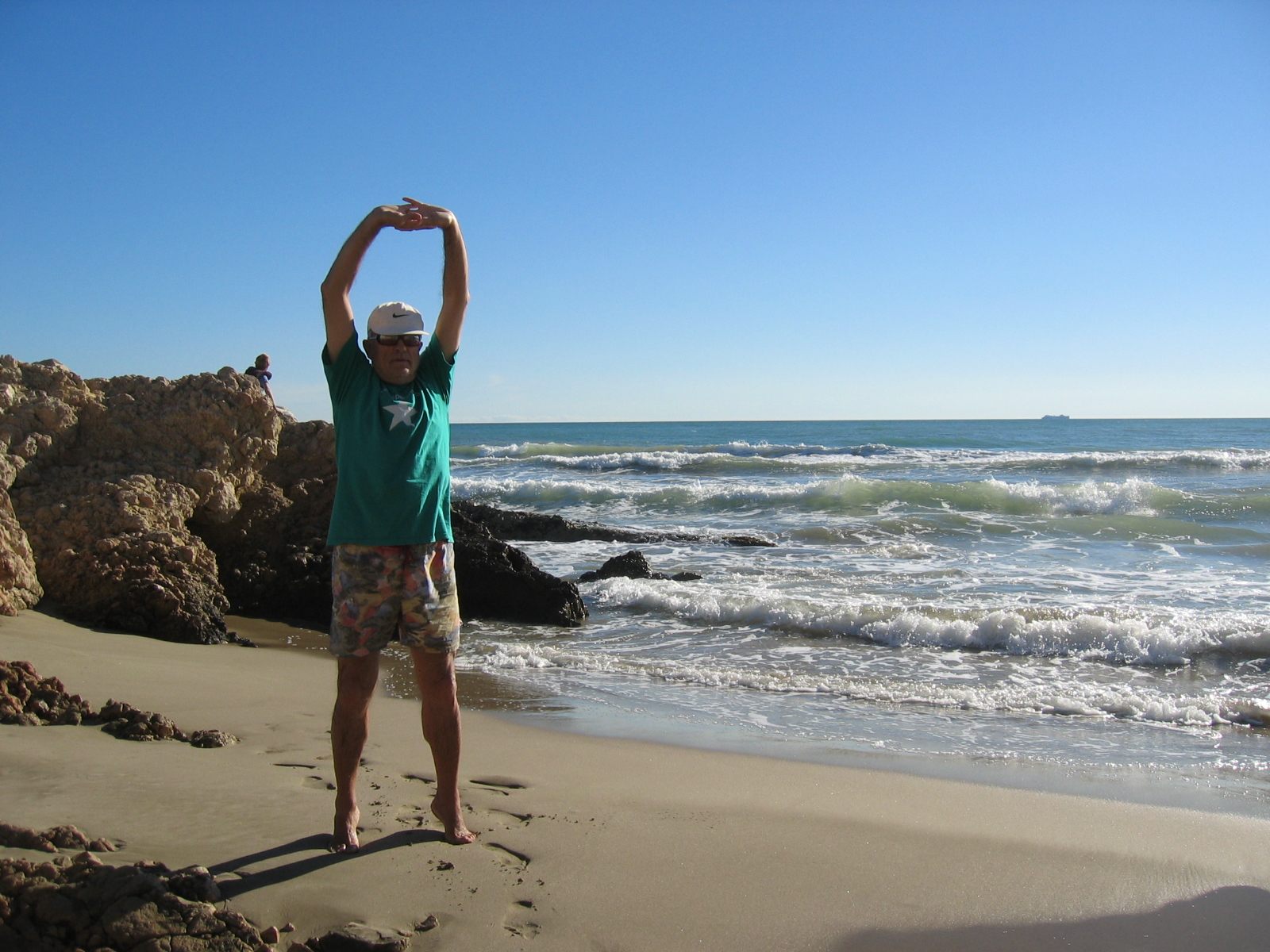
雙手托天理三焦
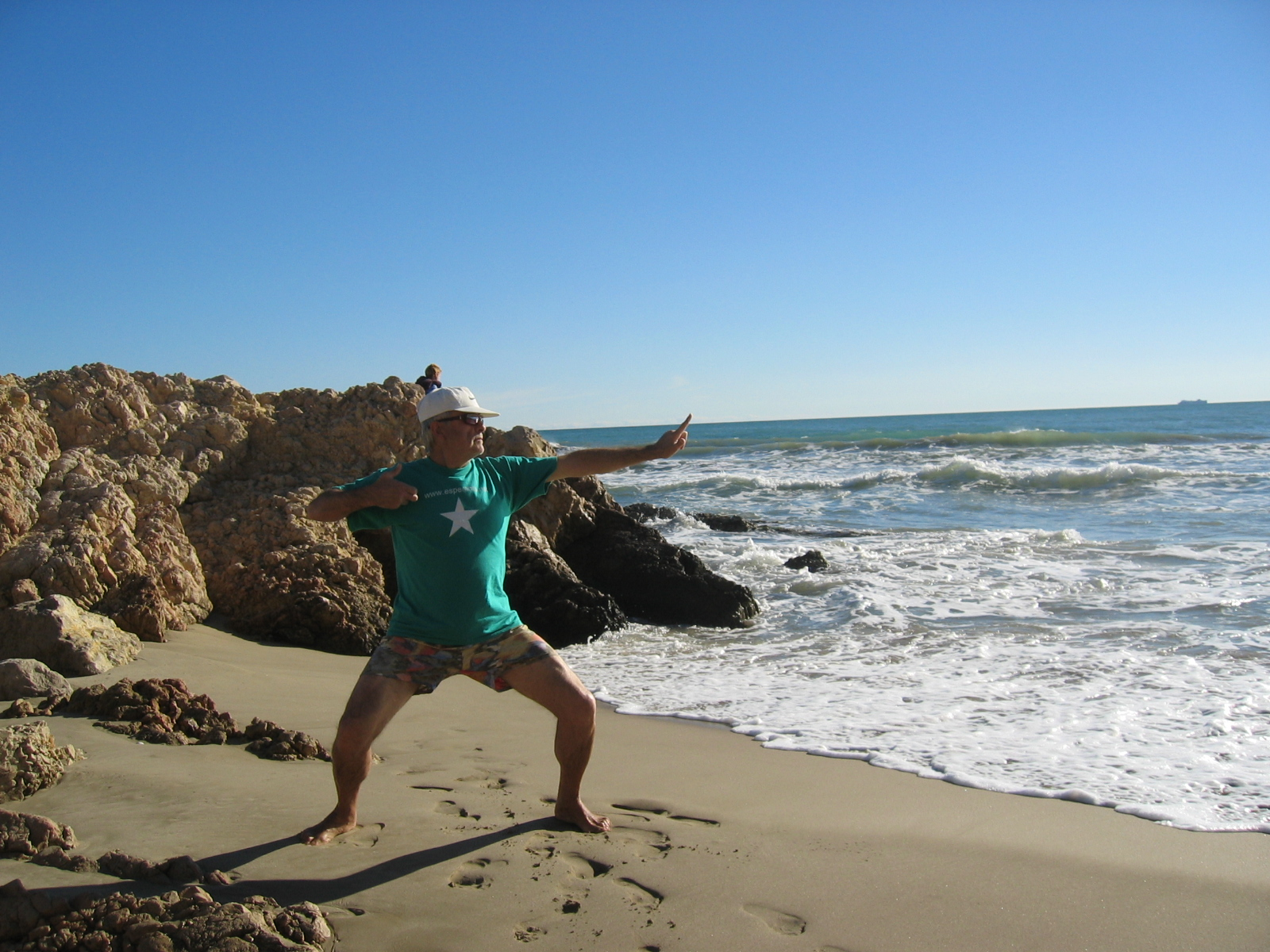
左右開弓似射鵰
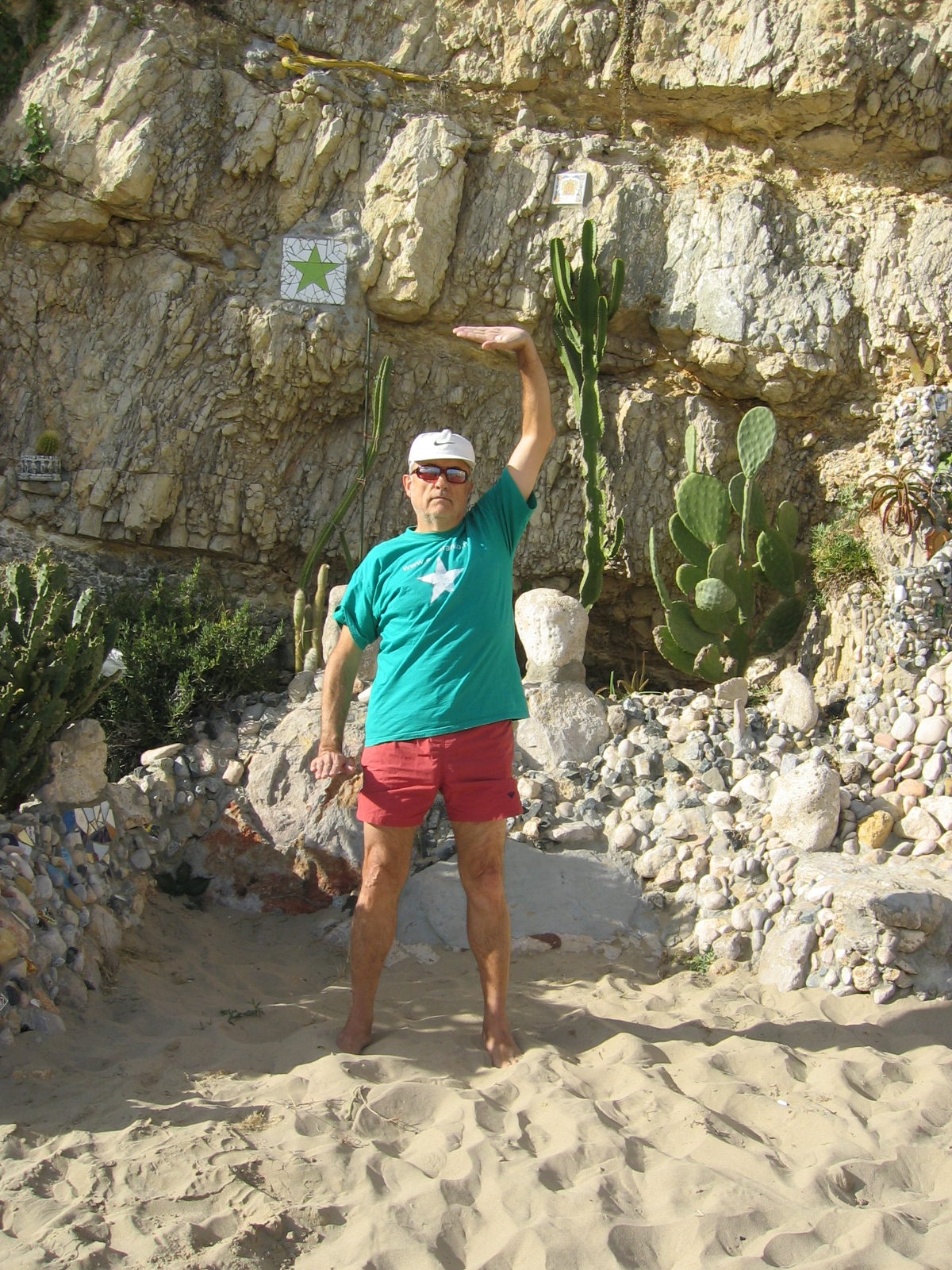
調理脾胃須單舉
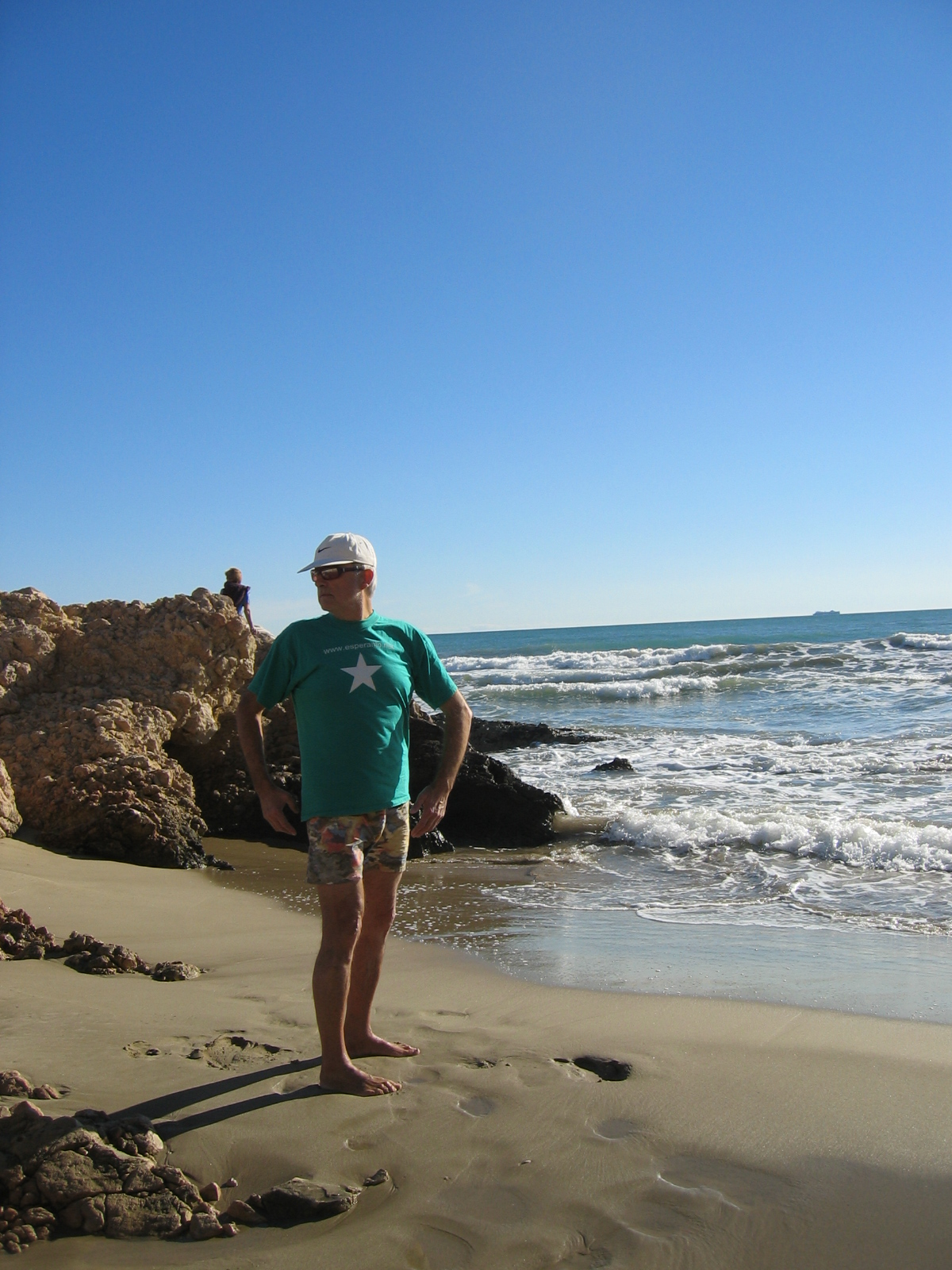
五勞七傷向後瞧
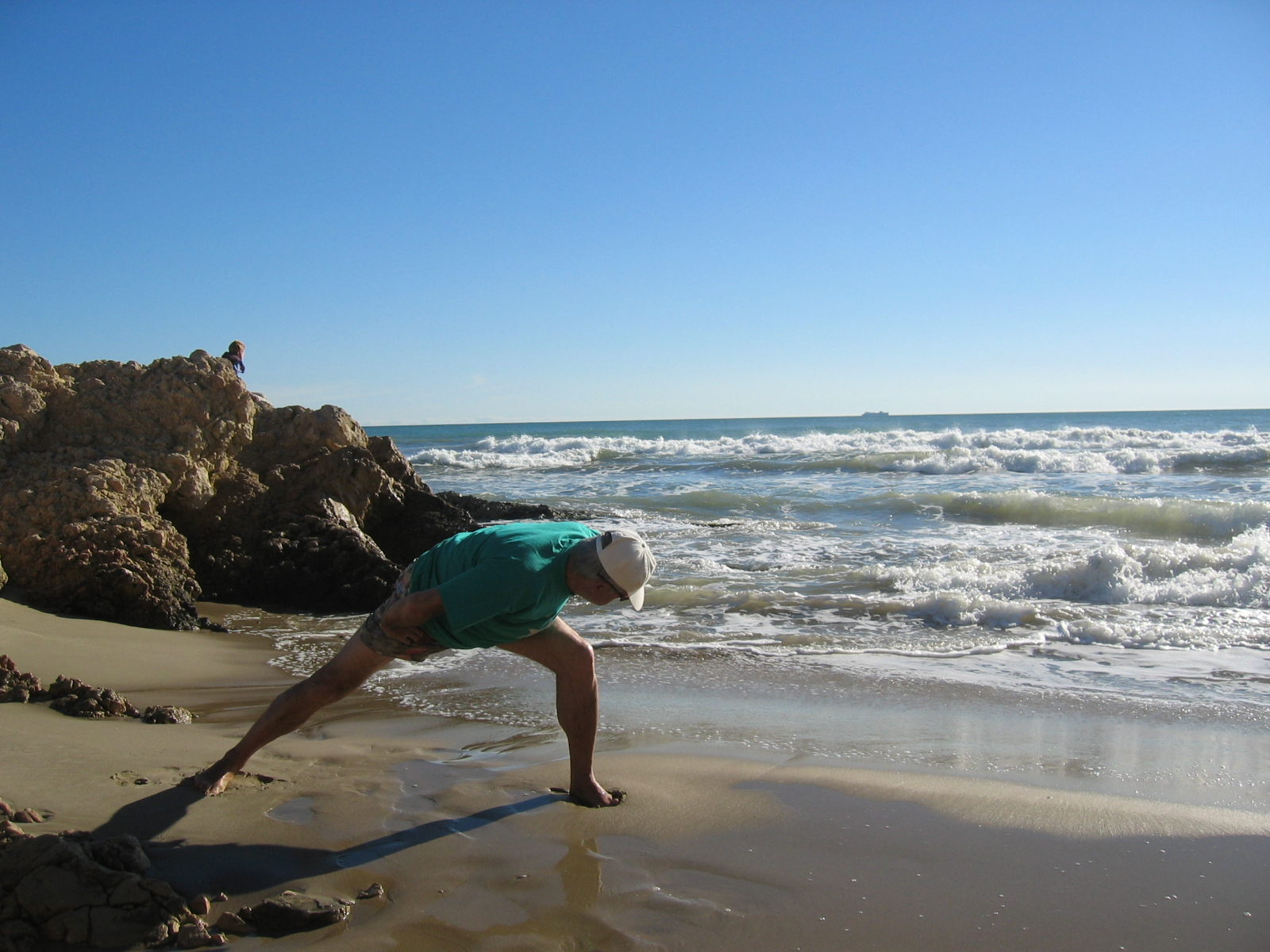
搖頭擺尾去心火
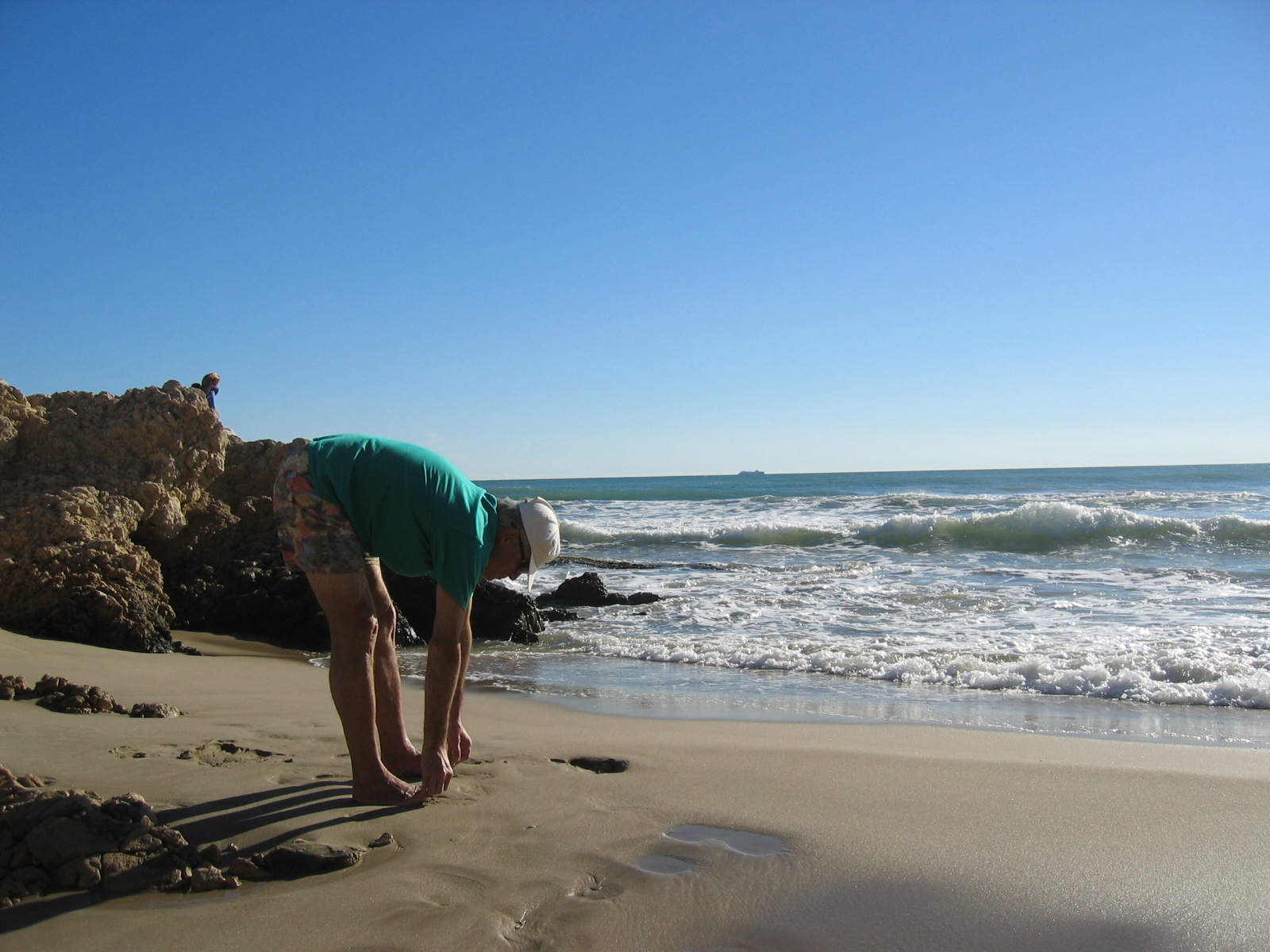
兩手攀足固腎腰
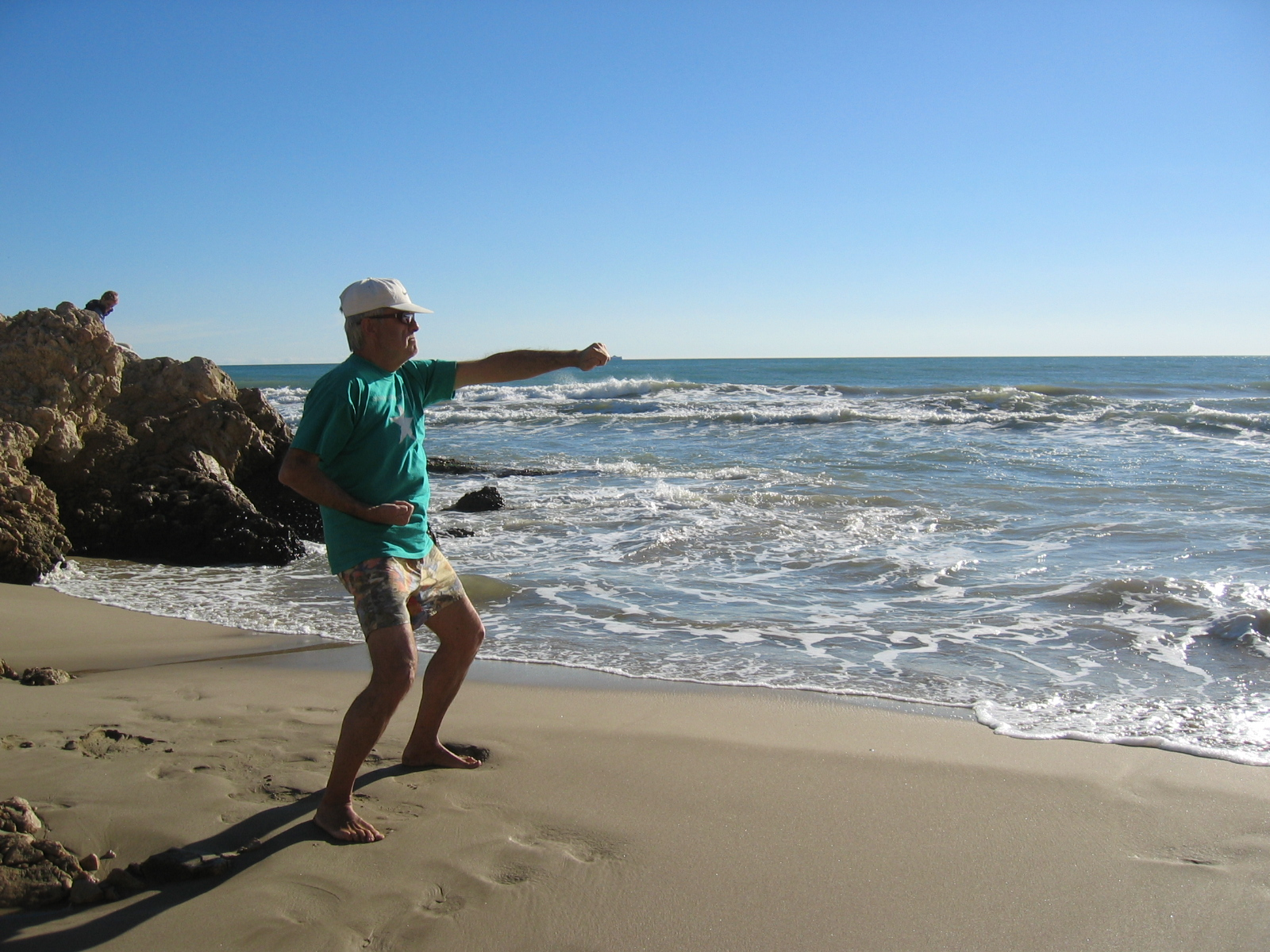
攢拳怒目增氣力
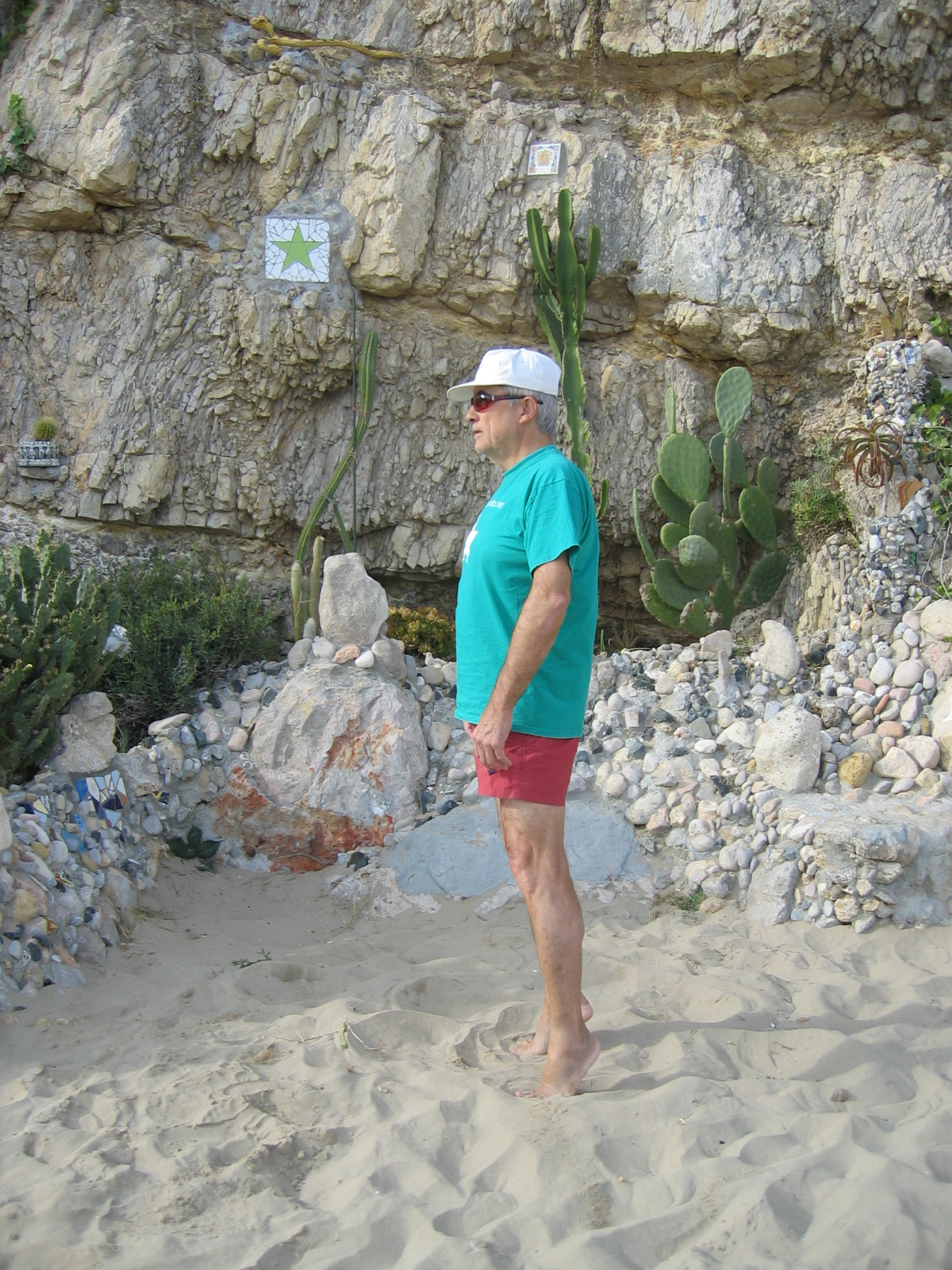
背後七顛百病消

## 风格流派
风格上一般分为南派和北派，南派以柔为主又称为“文八段”，北派以刚为主又称为“武八段”。南派与北派在技巧上也有不同，北派更加复杂一些。也有称坐式为“文八段”或“内八段”，站式为“武八段”或“外八段”的。
据说八段锦在少林寺发展成了“易筋经十二段锦”。在民间流传的八段锦名目繁多，有“岳飞八段锦”、“自摩八段锦”等。

## 益处
传统中医学认为八段锦等锻炼方法属于导引法，通过练习可以达到调理脾胃、活跃血脉的作用，甚至会达到延年益寿的效果。